# Паризит-(Nd)
Паризит-(Nd) — мінерал з групи паризиту класу карбонатів, що відноситься до групи паризиту, неодимовий аналог паризиту-(Ce).

## Характеристики
Паризит-(Nd) — карбонат з хімічною формулою CaNd₂(CO3)3F₂. Він був схвалений як дійсний мінеральний вид Міжнародною мінералогічною асоціацією в липні 2024 року і все ще очікує на публікацію, хоча відомий з кінця вісімдесятих років XX століття.
Кристалізується в моноклінній системі. Твердість за шкалою Мооса становить від 4 до 5.
Відповідно до класифікації Нікеля-Штрунца він належить до підрозділу «05.BD: Карбонати з додатковими аніонами, без H₂O, з рідкісноземельними елементами (РЗЕ)» разом із такими мінералами: кордиліт-(Ce), люкечангіт-(Ce), чжунхуацерит-(Ce), кухаренкоїт-(Ce), кухаренкоїт-(La), цебаїт-(Ce), цебаїт-(Nd), аризит-(Ce), аризит-(La), бастнезит-(Ce), бастнезит-(La), бастнезит-(Y), гідроксилбастнезит-(Ce), гідроксилбастнезит-(Nd), гідроксилбастнезит-(La), паризит-(Ce), рентгеніт-(Ce), синхізит-(Ce), синхізит-(Nd), синхізит-(Y), торбастнезит, бастнезит-(Nd), хорватит-(Y), какарсукіт-(Ce) і хуанхеїт-(Ce).
Зразки, які були використані для визначення виду (так званий типовий матеріал), зберігаються в колекціях Національного науково-дослідного центру геоаналізу в Пекіні з номером каталогу NRCGA2024001 та в Геологічному музеї Китаю, також у Пекіні, під каталожним номером: GMCTM2024003.

## Утворення і родовища
Паризит-(Nd) був виявлений у родовищі Баян-Обо у Внутрішній Монголії (Китай) у доломітовому мармурі. Він також був описаний у залізних копальнях Фен, у Номі (Телемарк, Норвегія). Зазвичай він асоціюється з іншими мінералами, такими як: кальцит, егірин, кварц і амфіболи натрію.